# Gør vej for Noddy
Gør vej på Noddy (originaltitel: Make Way for Noddy) er en britisk tv-serie for børn fra 2001, skabt af Jymn Magon. Noddy er fire år og bor i Legeland. Det er en magiske verden, hvor legetøjet er levende, Her oplever Noddy en masse spændende eventyr sammen med sin venner.

## Danske Stemmer
- Dukke Dina: Trine Glud
- Betjent Bum: Nis Bank-Mikkelsen
- Noddy: Malte Milner Find
- Hans Henrik Bærentsen
- Jan Tellefsen
- Kathrine Bremerskov Kaysen
- Paul Hüttel
- Malene Tabart
- Timm Mehrens